# Пейко, Николай Иванович
Никола́й Ива́нович Пейко́ (12 (25) марта 1916, Москва — 1 июля 1995, там же) — советский и российский композитор, дирижёр, педагог. Лауреат двух Сталинских премий (1947, 1951). Заслуженный деятель искусств РСФСР (1964).

## Биография
В 1933—1937 годах обучался в музыкальном училище при Московской консерватории у Г. И. Литинского (композиция) и И. В. Способина (теоретические дисциплины). В 1940 году окончил Московскую консерваторию, куда был принят сразу на третий курс в класс Н. Я. Мясковского (композиция) и В. А. Цуккермана (анализ музыкальных форм).
В 1943 году начал преподавать в консерватории, сначала в качестве ассистента Д. Д. Шостаковича и Н. Я. Мясковского, а вскоре возглавил собственный композиторский класс. Также был руководителем композиторской кафедры в Институте имени Гнесиных (с 1958 года — профессор). Н. Пейко — один из самых авторитетных после Мясковского композиторов-педагогов московской композиторской школы. Снискал репутацию выдающегося энциклопедиста своего времени.
Воспитал более 70 композиторов, среди которых Юрий Абдоков, София Губайдулина, Алексей Ларин, Александр Журбин и другие. Вместе с Б. А. Чайковским присутствовал при аресте композитора Моисея Вайнберга 6 февраля 1953 года. Совместно с Д. Д. Шостаковичем способствовал освобождению Вайнберга из заключения. М. С. Вайнберг посвятил Н. И. Пейко свой вокальный цикл на стихи Шекспира. Отец Пейко — Иван Игнатьевич — был арестован и расстрелян на Бутовском полигоне в 1937 году. Репрессиям подверглись практически все близкие родственники жены композитора — Ирины Михайловны (урождённая княжна Оболенская).
Н. И. Пейко умер 1 июля 1995 года в Москве. Похоронен на Домодедовском кладбище рядом с женой, Ириной Михайловной Пейко-Оболенской.
В 1999 г. учрежден «Фонд им. Н. И. Пейко». Памяти музыканта посвящен «Международный конкурс композиторов им. Николая Пейко»: номинации — «Секция оркестровой (симфонической) музыки»; «Секция камерно-инструментальной (ансамблевой) музыки»; «Секция камерно-вокальной (ансамблевой) музыки». С 2000 г. по 2011 г. Президентом Фонда и Председателем жюри конкурса являлся Народный артист России, Лауреат Государственных премий СССР и Российской Федерации, профессор МГК им. П. И. Чайковского К. С. Хачатурян. С 2012 г. Президентом фонда и Председателем жюри конкурса избран Художественный руководитель международной творческой мастерской «Terra Musica», профессор МГК им. П. И. Чайковского Ю. Б. Абдоков.

## Творчество
Стиль Пейко связан с традициями русской и западной симфонической музыки, в том числе — сочинениями Н. Я. Мясковского. В поздний период творчества экспериментировал с двенадцатитоновой техникой, оставаясь приверженцем традиционного ладо-тонального мышления. Произведения композитора отличаются яркой и изысканной оркестровкой и поэтической глубиной. Цикл симфоний Пейко принадлежит к числу наиболее значимых в европейской симфонической культуре XX века.

Композитор обладал редким аналитическим даром, что способствовало написанию ряда блестящих критических статей и эссе, в том числе о 27-й симфонии Мясковского, инструментальных миниатюрах О. Мессиана, В. Лютославского и других. Большое влияние на творческое мышление композитора оказало его серьёзное (в продолжение всей жизни) увлечение шахматами.

## Основные сочинения
Оперы
- «Айхылу» (1943, 1953 (2-я ред.))
- «Дней давних бой» (1981)
- «Ночь царя Ивана» (1982)

Балеты
- «Весенние ветры» (1950, в соавт. с З. Хабибуллиным)
- «Жанна д’Арк» (1953—1955)
- «Берёзовая роща» (1964)
- «Абакаяда» (1983)

Оратории
- «Ночь царя Ивана» (1967, переработана в оперу)

Оркестровые сочинения
- Девять симфоний (1945, 1946, 1957, 1965, 1968, 1972, 1980 (для оркестра народных инструментов), 1986, 1992)
- Симфониетта (1940)
- Концерт-симфония (1947)
- Концерт для фортепиано с оркестром (1943—1947)
- Симфоническая сюита «Из русской старины» (1948)
- «Молдавская сюита» (1949—1950)
- Семь пьес на темы народов СССР (1950)
- Две концертные фантазии для скрипки с оркестром (1953, 1964)
- Симфоническая баллада (1956)
- «Из якутских легенд» (1940—1957)
- Концерт-симфония (1974)
- Концерт для гобоя и камерного оркестра (1983)
- «12 афоризмов и постлюдия» (1993)
- Концерт для малой домры и оркестра (1967)
- Элегическая поэма для струнных (памяти Н. Я. Мясковского)

Камерные сочинения
- Фортепианный квинтет (1961)
- Четыре струнных квартета (1962, 1965, 1976…)
- Две сонаты для фортепиано (1946—1954, 1972—1975)
- Две сонатины для фортепиано
- «Легенда» для кларнета и арфы и других инструментов
- Прелюдия и Токката для скрипки и фортепиано
- Сонатина для тубы и фортепиано
- Децимет для флейты, гобоя, кларнета, валторны, фагота, скрипки, альта, виолончели, контрабаса и фортепиано

Фильмография (композитор)
- 1949 — Скорая помощь (мультфильм)
- 1953 — Налим (короткометражный фильм)
- 1954 — В лесной чаще (мультфильм)
- 1956 — Сказка о попе и о работнике его Балде (мультфильм)
- 1957 — 1917—1957. Сквозь годы мчась… (Незабываемые годы) (документальный фильм)
- 1961 — В начале века (художественный фильм)

Аудиопостановки
- 1962 — «Приключения Чиполлино» — грампластинка. Композиция З. Потаповой и С. Богомазова, музыка Н. Пейко. Оркестр под управлением В. Ширинского. Всесоюзная фирма грамзаписи «Мелодия».

Песни, романсы, музыка к театральным постановкам

## Награды и премии
- Заслуженный деятель искусств РСФСР (1964)
- Сталинская премия — за 1-ю симфонию
- Сталинская премия — за «Молдавскую сюиту» для симфонического оркестра
- орден Трудового Красного Знамени (28.12.1946)
- медали